# William Bradley
William Henry Bradley (Boston, 10 luglio 1868 – La Mesa, 25 gennaio 1962) è stato un pittore, incisore, grafico statunitense.

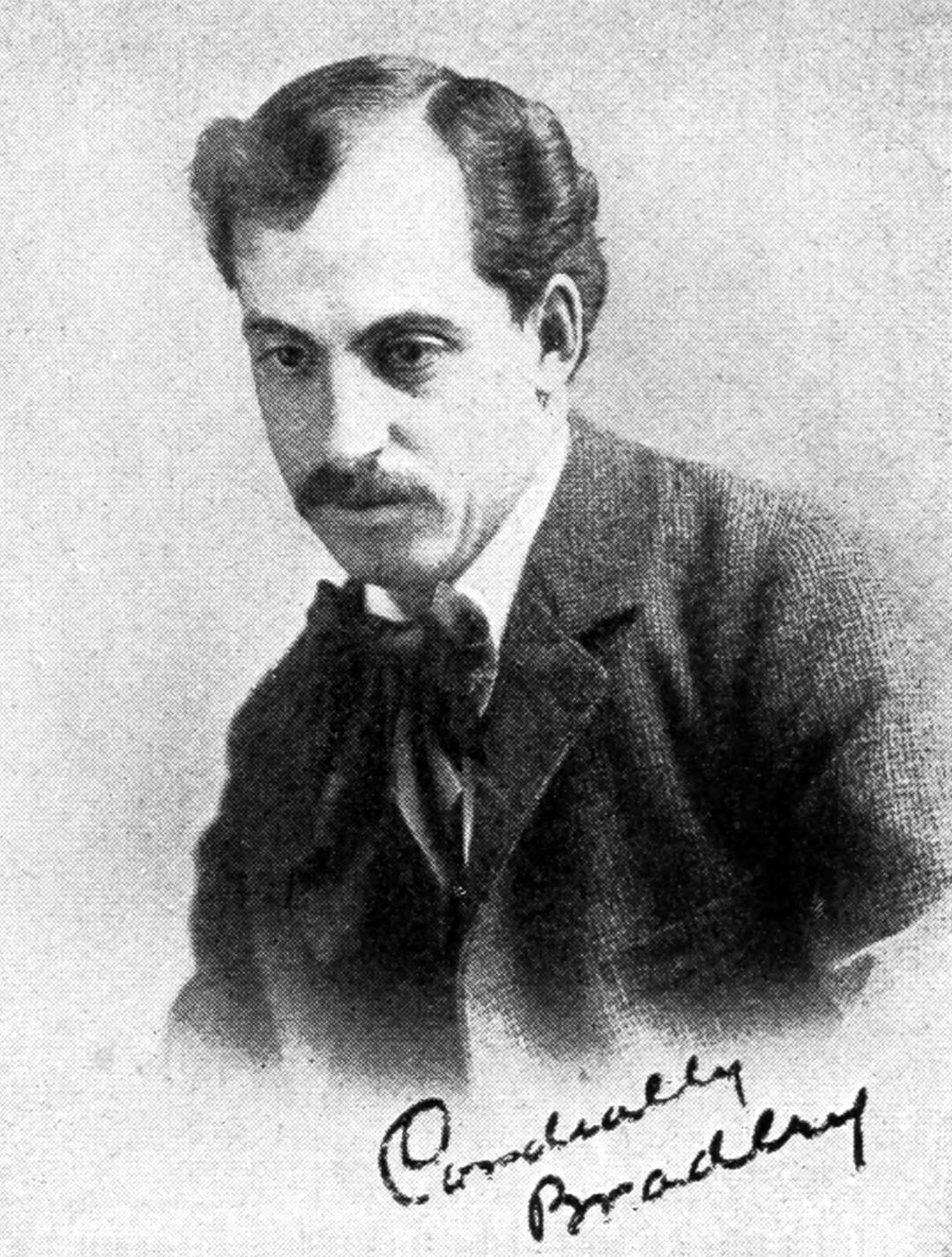
William H. Bradley

Fu tra i primi in America ad adottare lo stile Liberty e ad introdurre tematiche tipiche dell'Arts and Crafts Movement.

## Biografia
Disegnatore autodidatta. Inizia a lavorare giovanissimo come stampatore e si cimenta presto come illustratore, tipografo, litografo e, più in generale, grafico. 
Il suo primo incarico importante lo riceve nel 1894 dalla rivista The Inland Printer, per la quale realizza le copertine di una ventina di numeri. Sempre nel 1894 realizza manifesti e copertine per la rivista The Chap-Book, ma soprattutto quello che viene considerato uno dei suoi lavori più emblematici: The Serpentine Dancer. The Serpentine Dancer è un disegno che rappresenta la vedette Loïe Fuller, o più precisamente raffigura una voluta in bianco e nero, priva di mezzi toni, dietro alla quale si nasconde la celebre danzatrice statunitense (di lei si scorgono soltanto i piedi in un angolo), ovvero raffigura la contrapposizione negativo-positivo teorizzata dalla psicologia della Gestalt. Ma raffigurerebbe anche l'astrazione pura se non fosse per i piedi della ballerina.
Tale opera è considerata un'interpretazione figurativa della linea-forza (il cosiddetto "colpo di frusta") ipotizzata da Henry van de Velde e nella quale s'identificherebbe la sinuosità lineare dell'Art Nouveau.
Intorno al 1896, e per circa un biennio, Bradley riesce a pubblicare una propria rivista di letteratura ed arte (Bradley: His Book). Per essa si propone al contempo come editore (fondando la Wayside Press), grafico, illustratore, e talvolta persino come scrittore. Particolare cura egli ripone nello studio della composizione tipografica e nel disegno dei caratteri.
E proprio tale abilità nell'arte della stampa gli frutterà l'attenzione da parte dell'American Type Founders, che lo prenderà come consulente e che acquisterà i diritti di un suo carattere per poterlo impiegare nel logotipo della fonderia stessa (successivamente il font verrà denominato "Bradley").
A cavallo tra fine Ottocento e primi Novecento l'attività dell'artista di Boston si fa sempre più intensa e la sua fama travalica i confini nazionali per arrivare fino in Europa, in particolare in Francia, dove il mercante d'arte Samuel Bing esporrà spesso i manifesti di Bradley nella propria galleria di Parigi.
Nel 1898 Bradley si trasferisce a New York. Qui inizia una nuova fase della propria carriera. Realizza cartelloni pubblicitari, illustrazioni, decorazioni. 
Se il suo stile nel primo periodo era stato caratterizzato dalle influenze della grafica inglese, in particolare Aubrey Beardsley (al quale di frequente è stato paragonato), oppure per alcuni aspetti dai lavori di Charles Ricketts,
in questo secondo periodo acquista uno stile più di maniera, dal tratto assai marcato, e di gusto fiabesco. Tecnica elettiva per la riproduzione delle sue opere diviene la xilografia, con l'impiego di tinte e campiture uniformi.
A questa seconda fase s'ispireranno molti anni più tardi vari artisti, in particolare John Alcorn che citerà Bradley in più di uno dei propri lavori.
Nel 1907 entra a far parte dello staff della rivista Collier's Weekly. Negli anni successivi disegna, inoltre, copertine per Harper's Bazaar, The Chicago Sunday Tribune e altre pubblicazioni, portando avanti una brillante carriera.
Tuttavia è opportuno precisare che, per quanto Bradley sia stato un artista particolarmente longevo e prolifico, le sue opere più celebri rimangono quelle realizzate tra la fine dell'Ottocento e i primi del Novecento.
Nel 1954 pubblica un libro di memorie (Will Bradley: His Chap Book). E sempre nello stesso anno viene insignito dell'AIGA award.